# Георги Дерменджиев (революционер)
Георги Христов Дерменджиев е български революционер, деец на Вътрешната македонска революционна организация.

## Биография
Георги Дерменджиев е роден през 1906 година в драмското село Калапот, тогава в Османската империя, днес в Гърция. Присъединява се към ВМРО, а след разцеплението в организацията застава на страната на протогеровистите.
Прави неуспешен атентат срещу Стоян Филипов на 25 ноември 1932 година. Близо до улица „Солунска“ Филипов е засипан с град от куршуми, от близката градинка изскачат трима-четирима нападатели и убиват телохранителя му Анчо Соколов, а Филипов, дал няколко изстрела срещу тях, се свлича тежко ранен и е взет за мъртъв. Нападателите се разбягват в различни посоки, но намиращите се наблизо Паница (главен секретар на МВнРНЗ), Паскалев (началник на полицейската школа) и Пенчев (частен секретар на вътрешния министър Гиргинов) виждат единия – Георги Дерменджиев, преследват го и го залавят.
При разпитите Дерменджиев твърди, че е действал сам. Познавал Стоян Филипов от Неврокоп и го нападнал, защото бил замесен в убийството на брат му. Показанията на оцелелия Филипов и на свидетелите, както и намерените над 40 патронни гилзи безспорно доказват, че нападателите са били неколцина, но установяването им е неуспешно. Михайловистите правят собствено разследване, но също не успяват да ги установят. Решават да ликвидират Георги Дерменджиев, който е в Централния затвор. Дават нареждане на Ангел Анчев от Драмско, член на ВМРО, който е в затвора за дребно нарушение и се движи свободно, помагайки за ремонти, да убие Дерменджиев като сръбско оръдие. На 8 декември 1932 година Ангел Анчев успява да направи това, предава се на главния надзирател и прави пълни самопризнания.
В Народното събрание народният представител Петър Мърмев заявява, че атентатът срещу Стоян Филипов е дело на престъпна шайка и служи на чужди интереси и държави, а няма нищо общо с македонското освободително дело.